# Kittlitz
Kittlitz là một đô thị thuộc huyện Lauenburg, trong bang Schleswig-Holstein, nước Đức. Đô thị Kittlitz có diện tích 17,73 km², dân số thời điểm 31 tháng 12 năm 2006 là 251 người.